# MUSIS
El Sistema Multinacional de Imágenes por Satélite o MUSIS (del inglés, MUltinational Space-based Imaging System) es una programa de satélites de reconocimiento de Francia, Alemania, Bélgica, España, Grecia e Italia. 
Estaba previsto que estos países dispusieran a partir de 2015 de una nueva constelación de satélites para reemplazar a los siguientes satélites antiguos:
- Helios 2 (Francia, España, Italia, Bélgica y Grecia)
- Cosmo-SkyMed (Italia)
- SAR-Lupe (Alemania)

La nueva constelación prevista incluiría cuatro sistemas de detección:
- CSO (Composante Spatiale Optique): satélites ópticos de alta resolución (liderado por Francia)
- CSG (Cosmo Second Generation): satélites radar de alta y muy alta resolución, de uso dual civil y militar (liderado por Italia)
- SARah: satélites radar de alta resolución militar (liderado por Alemania)
- Ingenio: satélite óptico de campo amplio de uso dual civil y militar (liderado por España)

El programa sufrió problemas iniciales, pero con la decisión de Suecia y Polonia de integrar el programa en julio de 2010 y los primeros contratos en diciembre de 2010, el programa siguió adelante.